# Santini-Selle Italia
Santini-Selle Italia war ein italienisches Radsportteam, das nur 1981 bestand.

## Geschichte
Das Team wurde 1981 von Piero Pieroni gegründet. Neben den Siegen erreichte das Team Platz 2 bei der Baskenland-Rundfahrt, dritte Plätze beim Giro del Lazio, beim Giro di Frasassi, beim Giro della Provincia di Reggio Calabria, Gran Piemonte, vierte Plätze bei der Meisterschaft von Zürich, beim Giro dell’Emilia, Giro del Trentino sowie neunte Plätze bei Mailand–Sanremo, Tirreno–Adriatico und beim Giro d’Italia. Nach nur einer Saison löste sich das Team Ende 1981 auf.

## Erfolge
1981
- eine Etappe und Bergwertung  Giro d’Italia
- Mailand–Turin
- Coppa Sabatini

## Wichtige Platzierungen
| Grand Tour        | 1981 |
| ----------------- | ---- |
| Giro d’ItaliaGiro | 9    |

| Monument                 | 1981 |
| ------------------------ | ---- |
| Mailand–Sanremo          | 9    |
| Flandern-Rundfahrt       | –    |
| Paris–Roubaix            | –    |
| Lüttich–Bastogne–Lüttich | –    |
| Lombardei-Rundfahrt      | 5    |

## Bekannte Fahrer
- Claudio Bortolotto (1981)
- Mario Beccia (1981)
- Jean-Marie Wampers (1981)
- Giuseppe Martinelli (1981)